# 禁军 (唐朝)
唐代的禁军起源于七世纪末，是唐代最早效忠皇帝、护卫皇都的禁卫军。在发生于公元755年到763年的安史之乱后，各地将领拥兵自重，脱离朝廷统治，形成藩镇割据，禁军成为由朝廷直接统率的唯一军队。

## 禁军的前身
禁军来源于唐朝的第一任皇帝，唐高祖李渊。李渊本是一名贵族，其封地在现今的太原，其亦曾是经验丰富的戍边将领。李渊初举事时只有三万军队，至平诸乱得天下后已有军队二十万。其中约有三万人在军队遣散后自愿留下，他们被派往隋唐战争中被抛弃的、富庶的白渠驻守，这便是唐世袭禁军的前身。这支军队亦被称作“元从禁军”。
第一批禁军被指派为皇帝的贴身护卫，负责守卫都城和皇宫。
支撑禁军的制度为府兵制。该制度下朝廷将土地分封给农民，以换取他们在军队中服役。这亦成为了唐王朝军事力量的重要支柱。

## 新编制
唐太宗李世民统治初期，他将百名精于弓射的士兵部署在皇宫的北门，他们被称作“百骑”，会陪同皇帝一起外出打围。此外，朝廷还挑选出七队精锐士兵，将他们编入“北衙”，负责皇帝的贴身护卫。还有其他经受住了重重考验的精壮渐渐编成了其他的禁军分队，驻守在皇宫周围。

## 羽林军与龙武军
公元662年，唐高宗李治改组府兵军，将部分表现杰出的骑兵、弓箭手与步兵编入新的“羽林军”，并派遣他们在上朝时立侍于皇宫左右。
百骑在武则天时期被她扩编为“千骑”，至唐中宗时期则进一步扩编为“万骑”。在唐玄宗李隆基发动的唐隆政变中，万骑对铲除韦后做出了重大贡献。唐隆变后，万骑被玄宗赐名“龙武”。只有皇家的宗室后裔才能进入龙武军。
随着时间推移，在禁军中服役的吸引力逐渐减弱，许多宗族子嗣选择雇佣其他士兵替他们服役，因此“贵族的”龙武军素质终与“平民的”羽林军持平。

## 神武军
至公元755年安史之乱起时，禁军的规模已经衰退到相当的程度，在玄宗逃离皇都时甚至只带了一千军队。757年，太子李亨——也就是后来的唐肃宗，在逼迫玄宗退位后，组建了他自己的军队“神武军”。由于皇威衰落，神武军无法从皇亲与大臣的家庭中招募到足够多的士兵，因此不得不降低征兵标准。

## 神威軍
肅宗置左右神武軍同時，又擇取善於騎射士兵千餘人成立「衙前射生手」，又曰「供奉射生官」、「殿前射生手」，分左、右廂，總號曰「左右英武軍」。寶應元年，張皇后欲殺太子李豫改立越王李係，李輔國命程元振率領射生軍入宮平亂殺張皇后、越王，肅宗受驚崩逝，李輔國擁立太子靈前繼位即唐代宗。事後代宗賜射生軍「寶應功臣」名號，故射生軍又號「寶應軍」。貞元五年，射生軍左、右廂改稱左右神威軍。元和三年裁併左右神威軍為「天威軍」，元和八年再裁除天威軍，兵員分隸神策軍。

## 神策军
安史之乱期间，效忠皇室的节度使哥舒翰召回西域的戍军，回到中原迎接皇帝。在朝廷斗争过后，军权最终落到太监鱼朝恩手中，被称作“神策军”。公元763年，唐代宗在神策军的协助下从来自西域的入侵者手中夺回都城长安，神策军此役表现优异，并在随后成为朝廷的核心军事力量。
神策军的士兵相比其他军队享有更高的俸禄，这驱使其他编制下的军士争相加入神策军，导致神策军大幅扩编的同时其他编制军队渐渐衰落。
神策军的军权在朝廷内部的政治斗争中落入宫廷太监之手，并被用来架空皇帝。在朝政动荡与兵源枯竭的双重打击下，神策军日渐式微，实力大幅度下滑，乃至于沦落至与都城附近的匪寇相当，在风雨飘摇的晚唐中难以镇压黄巢起义。
公元903年，节度使朱温废黜唐皇帝，杀尽朝中宦官，神策军被撤编。唐禁军史从辉煌到黯淡，就此落下帷幕。